# Красный Бор (Пинежский район)
Кра́сный Бор — посёлок в Пинежском районе Архангельской области. Входит в состав Пинежского сельского поселения.

## География
Посёлок находится в восточной части Архангельской области, на расстоянии примерно 107 км (по прямой) к северо-западу от села Карпогоры, административного центра района.

### Часовой пояс
Посёлок Красный Бор, как и вся Архангельская область, находится в часовой зоне МСК (московское время). Смещение применяемого времени относительно UTC составляет +3:00.

## Население
| 2002 | 2010 | 2012 |
| ---- | ---- | ---- |
| 133  | ↘94  | ↗151 |

### Национальный состав
Согласно результатам переписи 2002 года, в национальной структуре населения русские составляли 91 % из 130 чел.